# جایزه بزرگ مکزیک ۱۹۶۶
جایزه بزرگ مکزیک ۱۹۶۶ (انگلیسی: ‎1966 Mexican Grand Prix‎) یک مسابقهٔ موتوری در رشتهٔ اتومبیل‌رانی فرمول یک بود که در تاریخ ۲۳ اکتبر ۱۹۶۶ در ماگدالنا میکزوکا واقع در، برگزار شد. این گراند پری در میان ۹ گراند پری در فصل ۱۹۶۶، مسابقهٔ شمارهٔ ۹ بود.
در این مسابقه که در ۶۵ دور و به مسافت ۳۲۵٫۰۰۰ کیلومتر (۲۰۱٫۹۴۶ مایل) برگزار شد، پول پوزیشن توسط جان سرتیز کسب شد و سریع‌ترین زمان برای طی یک دور پیست که برابر با ۱:۵۳٫۷۵ بود نیز توسط ریچی گینتر به ثبت رسید.
جان سرتیز از تیم کوپر-مازراتی، جک برابام از تیم برابام-رپکو و دنی هیولم از تیم برابام-رپکو به‌ترتیب مقام‌های اول تا سوم مسابقه را کسب کردند.

## رده‌بندی قهرمانی پس از مسابقه
|       | جایگاه | راننده      | امتیاز  |
| ----- | ------ | ----------- | ------- |
|       | ۱      | جک برابام   | ۴۲ (۴۵) |
| ۱     | ۲      | جان سرتیز   | ۲۸      |
| ۱     | ۳      | جوهن رایندت | ۲۲ (۲۴) |
| ۳     | ۴      | دنی هیولم   | ۱۸      |
| ۱     | ۵      | گراهام هیل  | ۱۷      |
| منبع: |        |             |         |

|       | جایگاه | سازنده       | امتیاز  |
| ----- | ------ | ------------ | ------- |
|       | ۱      | برابام-رپکو  | ۴۲ (۴۹) |
|       | ۲      | فراری        | ۳۱ (۳۲) |
|       | ۳      | کوپر-مازراتی | ۳۰ (۳۵) |
|       | ۴      | بی‌آرام       | ۲۲      |
|       | ۵      | لوتوس-بی‌آرام | ۱۳      |
| منبع: |        |              |         |

یادداشت
- تنها پنج جایگاه نخست از هر رده‌بندی نمایش داده شده‌است.